# Guillaume Logiest
Guillaume dit « Guy » Logiest (1912-1991) était un militaire belge, résident spécial de 1959 à 1962 et Haut Représentant (1962) du  Rwanda colonial. Sous sa direction, la structure politique initia les élections démocratiques de 1962 qui menèrent à l’indépendance du pays.

## Biographie
Guillaume Logiest est né en 1912 à Gand, en Belgique, d’une famille francophone. Sa famille et ses proches le surnommait Guy. Logiest entra dans l’armée dans son jeune âge et y fit toute sa carrière.
Il alla au Rwanda en tant que l’officier militaire le plus haut placé. De 1959 à 1962, il fut résident militaire spécial, et Haut Représentant (1962) du Rwanda.
En 1959, la majorité Hutu s’empara du pouvoir appartenant alors à la monarchie Tutsi et qui contrôlait déjà une bonne partie du pays depuis des centaines d’années. Bien que minoritaire, le peuple Tutsi avait été favorisé par les administrations coloniales allemandes et belge.
Durant les années pendant lesquelles le Rwanda passait de la règle coloniale à l’indépendance, Logiest aida à la création d’une structure politique pour l’administration. Cela incluait la préparation pour des élections, avec les résultats attendus que la majorité Hutu allait prendre le pouvoir. Jusqu’à l’indépendance totale du Rwanda en 1962, Logiest continua de servir en tant qu’officiel représentant la Belgique le mieux gradé au Rwanda.